# Hermann Friedmann

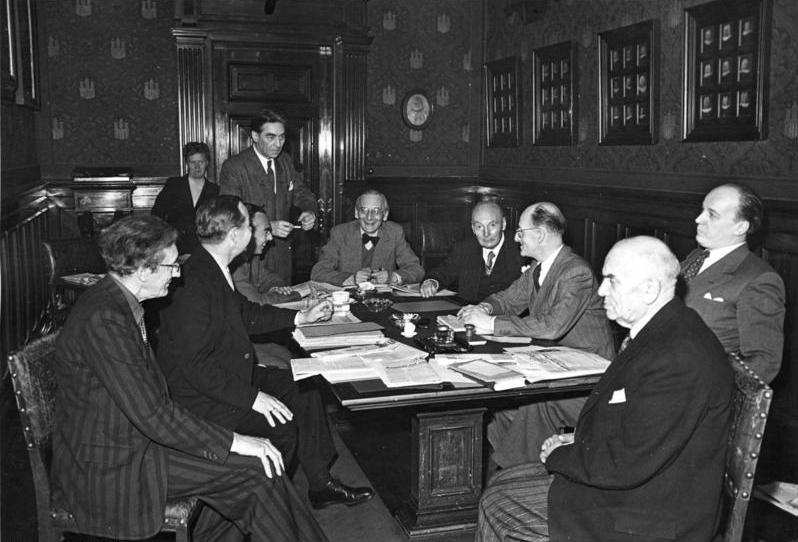
Friedmann (vorne rechts) bei der Tagung des deutschen PEN-Zentrums in Hamburg 12. April 1949

Adolph Hermann Friedmann alias Abram Hersch Friedmann (* 30. Märzjul. / 11. April 1873greg. in Białystok; † 25. Mai 1957 in Heidelberg) war ein deutscher Philosoph und Jurist.

## Leben
Hermann Friedmann war der älteste Sohn des Bankiers und Präsidenten der Lettischen Staatsbank Isidor Moritz Bielostozkij genannt Friedmann und der Fruma Leiba, Grodinskaja. Im Alter von drei Jahren zogen seine Eltern mit ihm von Białystok nach Riga, der Hauptstadt der russischen Ostseeprovinzen. Dort besuchte er die Realschule und von 1883 bis 1891 das Gouvernementsgymnasium, wo er am 11. Juni 1891 sein Abitur ablegte.
Nach seinem Studium der Rechtswissenschaften und der Geschichte an der Kaiserlichen Universität Dorpat (1891–1896), der Handelswissenschaften am Polytechnikum in Riga (1896–1898) und einem Studium der Naturwissenschaften und der Philosophie an der Humboldt-Universität zu Berlin und der Ruprecht-Karls-Universität Heidelberg wurde Hermann Friedmann im Jahr 1897 in Heidelberg zum Dr. iur. promoviert.
In seiner Berliner Zeit war Hermann Friedmann zusammen mit Rudolf Steiner Mitglied im Giordano-Bruno-Bund und im Friedrichshagener Dichterkreis, wo er besonders mit Bruno Wille und Wilhelm Bölsche befreundet war. In seiner Berliner Zeit traf er sich auch regelmäßig mit Maximilian Harden.
Von 1898 bis 1902 war er als Rechtsanwalt in Basel tätig; 1902 erlangte er an der Universität Genf den Dr. phil. 1903 wohnte er in Konstantinopel. Zwischen 1904 und 1906 arbeitete er in Riga, Dorpat und Sankt Petersburg. Von 1906 bis 1934 hielt er sich in Finnland auf, wo er bis 1918 als Rechtsberater des Kaiserlichen Generalgouverneurs des Russischen Reiches in Finnland fungierte und an der Universität Helsinki die Lehrberechtigung für Philosophiegeschichte erhielt.
Während seiner Jahre in Finnland wurde der deutschstämmige Friedmann der breiten Öffentlichkeit als Jurist bekannt. Sein berühmtester Fall war ein Mord, der 1927 im Stadtteil Vartiovuorenmäki in Turku verübt wurde. Friedmann verteidigte damals den Leiter der Universitätsbibliothek der Åbo Akademi und dessen Ehefrau. Über das Gerichtsverfahren wurde auch ausführlich in deutschen Zeitungen berichtet.
Wegen der Veränderung der politischen Situation in Europa übersiedelte Hermann Friedmann 1934 mit seiner Ehefrau Clara, geb. Hinrichsen (diese entstammte der sephardischen Familie Henriques, die sich nach ihrer Flucht aus Portugal in Hamburg und in Schwerin niedergelassen hatte) nach London, wo sie sich bis in die Nachkriegszeit aufhielten. Er beteiligte sich an der Gründung der deutschen PEN-Gruppe in London und war ab 1946 deren Präsident.
1950 wurde Herrmann Friedmann als Honorarprofessor an die Universität Heidelberg berufen, wo er Völkerrecht und Naturrecht lehrte. 1951 wurde er Ehrenpräsident des deutschen PEN-Zentrums. Hermann Friedmann gab zahlreiche Werke zur deutschen Literatur des 20. Jahrhunderts heraus.

## Schriften
- Die Unkörperliche Sache. Zur Systematik des Privatrechts. Reich, Basel 1900
- Realerfüllung nach schweizerischem Recht. In: Zeitschrift für Schweizerisches Recht, ca. 1901
- Die Mechanik als Philosophie. In: Die Zukunft, 40 (1902), pp. 469–481, hrsg. v. Maximilian Harden, Verlag der Zukunft, Berlin 1902
- Anti-Haeckel (Replik auf Friedrich Loofs’ Anti-Haeckel). In: Die Zukunft 11/44, Verlag der Zukunft, Berlin 1903
- Die Konvergenz der Organismen. Eine empirisch begründete Theorie als Ersatz für die Abstammungslehre. Paetel, Berlin 1904
- Über ein physikalisches Endlichkeitsprinzip und den allgemeinen Ausdruck der Naturgesetzlichkeit. Brockhaus, Leipzig 1905
- Der Erste Tag. Dichtungen, Szenen und Sentenzen. Bergmann, Dorpat 1906
- Die Welt der Formen. System eines morphologischen Idealismus. Paetel, Berlin 1925; 2., erg. A. Beck, München 1930
- Wissenschaft und Symbol. Aufriss einer symbolnahen Wissenschaft. Biederstein (= C.H. Beck), München 1949
- Sinnvolle Odyssee. Geschichte eines Lebens und einer Zeit (1873–1950). Beck, München 1950
- Epilegomena. Zur Diagnose des Wissenschafts-Zeitalters. Beck, München 1954
- Die Gegenwartssituation des literarischen Menschen. In: Deutsche Literatur im 20. Jahrhundert. Strukturen und Gestalten. Rothe, Heidelberg 1954
- Ina Seidel. In: Christliche Dichter der Gegenwart. Beiträge zur europäischen Literatur. Rothe, Heidelberg 1955
- Das Gemüt. Gedanken zu einer Thymologie des Menschen. Beck, München 1956
- Die Tragödie Gottes. Eine Spielfolge. Lambert Schneider, Heidelberg 1957

## Archive
- Lettisches Historisches Staatsarchiv Riga, Matrikelverzeichnis des Polytechnikum zu Riga
- Estnisches Staatsarchiv Tartu, Matrikelverzeichnis und Universitätsakte A. H. Friedmann
- Familienarchiv Keilmann betreut von Robert Dupuis, Berlin
- Familienarchiv P. Friedmann, Hereford, England